# تریکیازیس
تریکیازیس یک اصطلاح پزشکی است که به قرار گرفتن غیرطبیعی مژه گفته می‌شود که رشد به سمت چشم مژه هاست که به قرنیه یا ملتحمه. تماس پیدا می‌کند. این می‌تواند ناشی از عفونتها، التهابها، بیماری‌های خود ایمنی، نقص مادرزادی، agenesisپلک و تروما همانند سوختگی یا آسیب به پلک باشد؛ که می‌تواند علت کوری عفونی در جهان باشد.
درمان استاندارد شامل حذف یا تخریب مژه آسیب دیده با electrology، لیزر تخصصی یا عمل جراحی می‌باشد. در بسیاری از موارد حذف مژه با پنس علائمرا برطرف می‌کند اگر چه این مشکل اغلب عودکننده با رشد مجدد مژه‌ها در طی چند هفته می‌باشد. موارد شدید ممکن است باعث زخم قرنیه و منجر به از دست دادن بینایی در صورت عدم درمان شوند. موارد خفیف ممکن است نیاز به درمان دارند.
عفونت تراخم راجعه ممکن است باعث تریکیازیس شود.
جهت گیری به خلف مژه‌های نرمال غالباً پلک پایین را درگیر می‌کند.

## در سگ‌ها
تریکیازیس در سگها رشد مژه‌ها در جهت‌گیری اشتباه است که با چشم‌ها مالش پیدا می‌کند و باعث سوزش چشم‌ها می‌شود.. این معمولاً در جانب پلک فوقانی به خصوص در English Cocker Spaniel اتفاق می‌افتد. تریکیازیس همچنین به رشد مو از ناحیه چین نازال که منجر به مالش بر روی چشم می‌شود، گفته می‌شود. این نوع از تریکیازیس را می‌توان با مالش ژله پترولیوم قابل تسکین است اما گاهی اوقات عمل جراحی برای اصلاح دائمی الزامی است.

## عوارض
- اپیتلیوپاتی نقطه‌ای تحتانی
- زخم قرنیه
- پانوس